# Princeps Pastorum
Princeps Pastorum – czwarta encyklika papieża Jana XXIII sygnowana datą 28 listopada 1959 r. o misjach, rodzimych duchownych i zaangażowaniu świeckich. 